# Pieter Herfst

Herfst als Pianist der Kapelle Löwenthal (3. v. links), Berlin 1912

Pieter Herfst (* 1887 in Amsterdam; † 1960 in Enschede) war ein niederländischer Pianist und Dirigent.
Schon als junger Mann machte Herfst als Tanzmusiker im deutschen Kaiserreich Karriere. Er gehörte wichtigen Berliner Kapellen an und trat in den berühmtesten Konzertcafés der Reichshauptstadt auf.
Erste Deutschland-Erfahrungen sammelte Herfst 1905–1908 bereits als Mitglied des „Ensembles Hoedemakers“. 1909–1912 war er Pianist der „Kapelle Ladislaus Löwenthal“. Mit seinem eigenen Orchester („Orchester Herfst des Grand-Gala-Café“) nahm Pieter Herfst 1913 Tangoplatten auf. Gemeinsam mit dem Geiger Willi Rosé-Petösy entstanden auch Schallplattenaufnahmen mit Begleitmusik für Henny-Porten-Filme im Auftrag der Oskar-Messter-Film GmbH. Von 1916 bis 1919 wurde Herfst für Rosé-Petösys Kapelle engagiert.
Die wirtschaftliche Situation nach dem Ersten Weltkrieg zwang Herfst jedoch 1920 zur Rückkehr in die Niederlande. Nach einem kurzen Engagement im Amsterdamer Kino-Orchester von Max Tak gelangte Herfst über Arnheim nach Hengelo (Overijssel), wo er bis 1931, bis zur lokalen Einführung des Tonfilms, als Kinopianist arbeitete.
Herfst machte sich in der ersten Hälfte der 1930er Jahre als Mitglied der „Kapelle Alfred Klose“ in der Grenzregion Twente/Münsterland erneut einen Namen. 1935 gründete er die „Enschedesch Opera en Operette Gezelschap“ (E.O.O.G.), ein deutsch-niederländisches Unternehmen, und wurde dadurch zu einem der Pioniere der Amateur-Operettenvereinigungen, die sich in den Niederlanden bis heute großer Beliebtheit erfreuen. Der Beginn des Zweiten Weltkrieges zerstörte die E.O.O.G. und beendete seine Engagements (u. a. im Schlosshotel „Bellevue“ in Bad Bentheim), ermöglichte ihm aber von 1942 bis 1944 eine zweite deutsche Karriere in den Diensten der KdF („Kraft durch Freude“) und Truppenbetreuung.
Der Vorwurf der Kollaboration mit dem NS-Staat ließ sich nicht belegen, aber der Neuanfang nach 1945 wurde für Herfst in seiner niederländischen Heimat schwierig. Er fand im „Twentsch Philharmonisch Orkest“  von 1948 bis 1952 als Schlagzeuger eine Anstellung und dirigierte in Enschede, Hengelo und Oldenzaal wiederum Operettengesellschaften. Bis Anfang 1960 war Pieter Herfst auch als Tanzmusiker in Gronau und Umgebung aktiv. Die letzte Generation seiner Bandmitglieder trat wenig später mit Udo Lindenberg auf.
Herfst hat die Stationen seiner Musikerbiographie in einem Tagebuch selbst dokumentiert.

## Tondokumente
- Tango maxixe (Siegwart Ehrlich) Gramophone Monarch Record 0940 725 (mx. 1288 s)(30 cm)
- La Seducción. Tango mondain (G. Noceti) Gramophone Monarch Record 0940 725 (mx. 1289 s)(30 cm)
- La Marocha. Tango Argentino (E. Saborido) Gramophone Monarch Record 0940 729 (mx. 1291 s)(30 cm)
- La Triguena. Tango Argentino (A. G. Villoldo) Gramophone Monarch Record 0940 729 (mx. 1292 s)(30 cm)
- Orchester P. D. Herfst, unter Leitung von Robert L. Leonard, Berlin. Aufgenommen am 28. November 1913

## Nachlass
- Nachlass Pieter Herfst: Gemeentearchief Enschede (NL) .

| Personendaten    | Personendaten                         |
| ---------------- | ------------------------------------- |
| NAME             | Herfst, Pieter                        |
| KURZBESCHREIBUNG | niederländischer Pianist und Dirigent |
| GEBURTSDATUM     | 1887                                  |
| GEBURTSORT       | Amsterdam                             |
| STERBEDATUM      | 1960                                  |
| STERBEORT        | Enschede                              |